# Никита Халкутца

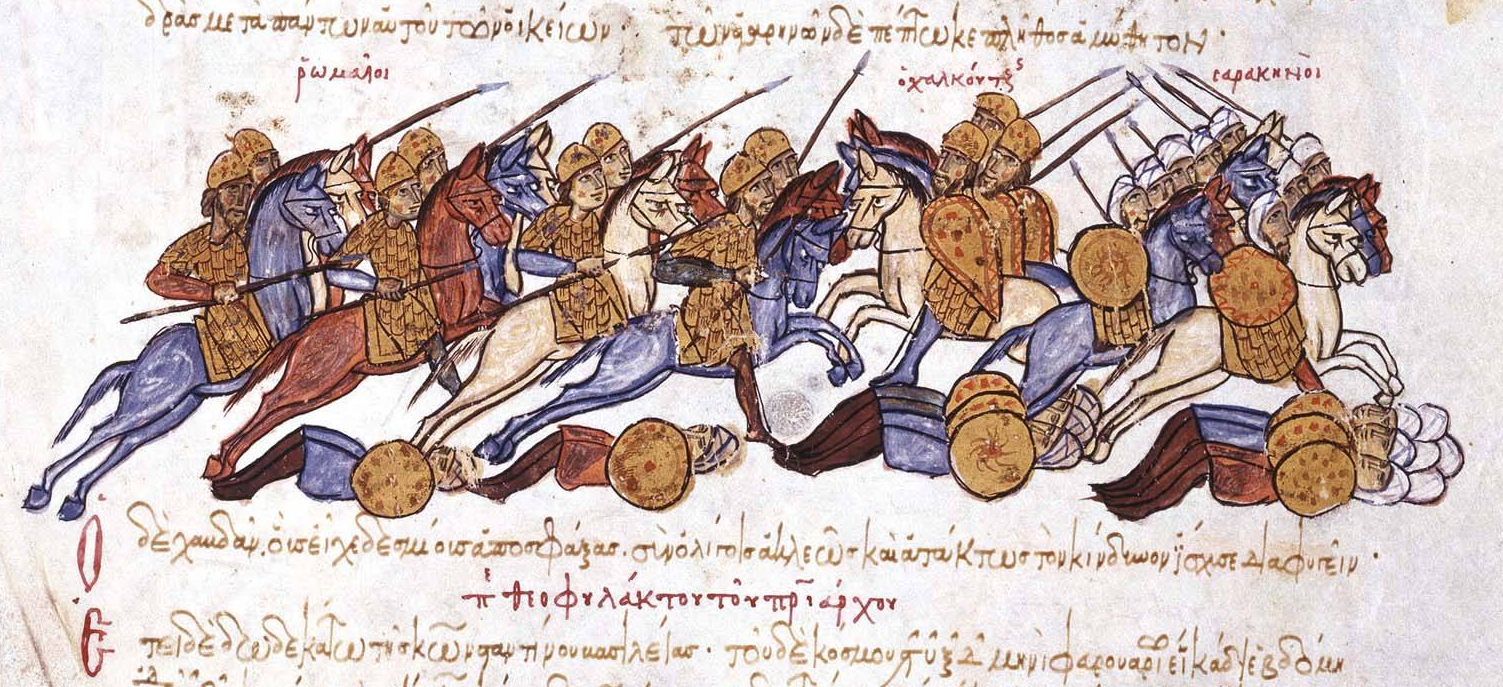
Лев Фока сражается с арабами. Побег Халкутцы. Миниатюра из Мадридского Скилицы

Никита Халкутца (греч. Νικήτας Χαλκούτζης) — византийский военный деятель середины X века.
Он является первым упоминаемым в источниках представителем династии Халкутц, члены которой эпизодически упоминаются до XIII века. Никита впервые упоминается Иоанном Скилицей и Георгием Кедрином в 956 году, когда он возглавлял византийское посольство к эмиру Алеппо Сайфу аль-Дауле, который в то время ожесточённо воевал с византийцами. По рассказам византийских историков, Сайф взял Халкутцу с собой в поход на византийскую территорию, но во время сражения Льва Фоки Младшего с армией Даулы в ущелье Дарб-ал-Кенкерун Халкутца подкупил его стражников и успел скрыться со своими слугами.
Халкутца упоминается Кедрином в связи с возвращением Византийской империей в 965 году территории Кипра, захваченного арабами в конце VII века. Халкутца, вероятнее всего, стал первым наместником острова после этого события.